# Helicopsyche
Helicopsyche is een geslacht van schietmotten uit de familie van de Helicopsychidae. Het is het meest omvangrijke geslacht uit de familie en telt meer dan 200 soorten. Het enige andere geslacht in de familie - fossielen niet meegerekend - is Rakiura, dat monotypisch is met als enige soort Rakiura vernale.
De wetenschappelijke naam van het geslacht werd gepubliceerd door Carl Theodor Ernst von Siebold in 1856.
De naam van het geslacht verwijst naar de helix- of spiraalvorm van de koker die de larven maken met kleine zandkorrels of kiezels en die doet denken aan een slakkenhuis. Zulke koker werd voor het eerst beschreven door Robert James Shuttleworth in 1843, aan de hand van een exemplaar dat in Corsica was verzameld. Hij meende dat het de schelp van een weekdier was. Von Siebold trof gelijkaardige kokers aan in de collectie van Bremi in Zürich en herkende er de koker van een schietmot in. Von Siebold vernoemde Bremi overigens als de bedenker van de soortnamen Helicopsyche shuttleworthi en Helicopsyche minima.
Helicopsyche is een kosmopolitisch geslacht dat voorkomt in alle biogeografische gebieden. De meeste soorten vindt men in tropische en subtropische streken.

## Soorten
- H. adebratti KA Johanson, 2001
- H. admata H Malicky & P Chantaramongkol, 1992
- H. agenor H Malicky & P Chantaramongkol, 1996
- H. agnetae KA Johanson & J Olah, 2008
- H. albescens RJ Tillyard, 1924
- H. albidela KA Johanson, 1995
- H. alicae KA Johanson, 1995
- H. altercoma L Botosaneanu & OS Flint, 1991
- H. amarawathi F Schmid, 1958
- H. amazona KA Johanson, 2003
- H. ambodiva KA Johanson & J Olah, 2006
- H. amica KA Johanson, 2003
- H. anaksaku H Malicky, 1995
- H. anaktangga H Malicky, 1995
- H. angulata OS Flint, 1981
- H. angusta Ulmer, 1951
- H. annae KA Johanson, 1993
- H. anomana KA Johanson, 2002
- H. antikleia H Malicky, 1997
- H. antinoe (F Schmid, 1993)
- H. apicauda OS Flint, 1968
- H. arayar P Chantaramongkol & H Malicky, 1986
- H. arenaria HH Ross, 1975
- H. arma KA Johanson, 1999
- H. arsinoe (F Schmid, 1993)
- H. astynome (F Schmid, 1993)
- H. asymmetrica HH Ross, 1975
- H. ategenta H Malicky & P Chantaramongkol, 1992
- H. auroa KA Johanson & RW Holzenthal, 2004
- H. azunensis PW Schefter & KA Johanson, 2001
- H. azwudschgal H Malicky, 1995
- H. bacescui T Orghidan & L Botosaneanu, 1953
- H. barbata KA Johanson, 1993
- H. baroua KA Johanson, 1999
- H. bartona Mosely, 1953
- H. bellangrensis KA Johanson, 1995
- H. bifida KA Johanson, 1993
- H. biokrotta H Malicky & S Melnitsky, 2008
- H. blahniki KA Johanson, 2003
- H. blancasi F Schmid, 1958
- H. blantoni KA Johanson & T Malm, 2006
- H. boniata H Malicky & P Chantaramongkol, 1992
- H. borealis (HA Hagen, 1861)
- H. boularia HH Ross, 1975
- H. braueri KA Johanson, 1995
- H. brazilia KA Johanson, 2003
- H. braziliensis (W Swainson, 1840)
- H. breviterga OS Flint, 1991
- H. browni KA Johanson, 1999
- H. caledonia HH Ross, 1975
- H. caligata OS Flint, 1967
- H. calliope F Schmid, 1993
- H. callirrhoe F Schmid, 1993
- H. camuriensis KA Johanson & RW Holzenthal, 2004
- H. centrocubana L Botosaneanu & OS Flint, 1991
- H. ceylanica Brauer, 1866
- H. cipoensis KA Johanson & T Malm, 2006
- H. circulata KA Johanson & RW Holzenthal, 2004
- H. clara (Ulmer, 1905)
- H. cleodoce (F Schmid, 1993)
- H. cochleaetesta K Korboot, 1964
- H. cochleara KA Johanson, 1999
- H. colombiensis CTE vo Siebold, 1856
- H. comosa JM Kingsolver, 1964
- H. confluens Ulmer, 1912
- H. copulata KA Johanson, 1997
- H. coreana W Mey, 1991
- H. cotopaxi L Botosaneanu & OS Flint, 1982
- H. cubana JM Kingsolver, 1964
- H. curva KA Johanson, 1995
- H. curvipalpia KA Johanson & T Malm, 2006
- H. cuvieri KA Johanson, 1999
- H. cymodoce F Schmid, 1993
- H. chilensis OS Flint, 1983
- H. chionodoce F Schmid, 1993
- H. chiriquensis KA Johanson & T Malm, 2006
- H. chocoensis KA Johanson, 2003
- H. chrysothoe (F Schmid, 1993)
- H. dacklestensis PW Schefter & KA Johanson, 2001
- H. dampfi HH Ross, 1956
- H. demodoce F Schmid, 1993
- H. disjuncta KA Johanson & RW Holzenthal, 2004
- H. dominicana L Botosaneanu & OS Flint, 1991
- H. edmundsi HH Ross, 1975
- H. electra KA Johanson & W Wichard, 1996
- H. elisa H Malicky, 2008
- H. erigone F Schmid, 1993
- H. erythronoe F Schmid, 1993
- H. euchloe F Schmid, 1993
- H. euryboe (F Schmid, 1993)
- H. eurycrene F Schmid, 1993
- H. eurynoe F Schmid, 1993
- H. extensa HH Ross, 1956
- H. falcigona L Botosaneanu & OS Flint, 1991
- H. fistulata OS Flint, 1991
- H. flinti KA Johanson, 1999
- H. fridae KA Johanson, 2003
- H. fusca KA Johanson, 1999
- H. gibbsi KA Johanson, 1999
- H. giboni KA Johanson, 1977
- H. granpiedrana L Botosaneanu & JL Sykora, 1973
- H. grenadensis OS Flint & JL Sykora, 1993
- H. guadeloupensis H Malicky, 1980
- H. gudrunae P Chantaramongkol & H Malicky, 1986
- H. hageni Banks, 1938
- H. haitiensis Banks, 1938
- H. harmothoe (F Schmid, 1993)
- H. haurapango KA Johanson, 1999
- H. heacota Mosely, 1953
- H. helicifex (EA Allen, 1857)
- H. helicoidella (JN Vallot, 1855)
- H. hippothoe (F Schmid, 1993)
- H. holzenthali KA Johanson, 2003
- H. hollowayi HH Ross, 1975
- H. howesi RJ Tillyard, 1924
- H. incisa HH Ross, 1956
- H. itonoe (F Schmid, 1993)
- H. jacquemarti KA Johanson, 1993
- H. kakadu KA Johanson, 1995
- H. kalaom L Botosaneanu, 1996
- H. kantilali G Marlier & H Malicky, 1979
- H. kariona HH Ross, 1975
- H. khemoiensis PW Schefter & KA Johanson, 2001
- H. kingstona KA Johanson, 2003
- H. koghiensis KA Johanson, 1999
- H. koumaca HH Ross, 1975
- H. kuchlik H Malicky & S Melnitsky, 2008
- H. lambda OS Flint, 1983
- H. laneblina KA Johanson & RW Holzenthal, 2004
- H. laoensis KA Johanson & T Malm, 2007
- H. laothoe (F Schmid, 1993)
- H. lapidaria HH Ross, 1975
- H. lara KA Johanson & RW Holzenthal, 2004
- H. lata Ulmer, 1951
- H. leucothoe F Schmid, 1993
- H. lewalleni DG Denning & RL Blickle, 1979

- H. limnella HH Ross, 1938
- H. linabena KA Johanson & RW Holzenthal, 2004
- H. linguata KA Johanson & T Malm, 2006
- H. livida KA Johanson, 1999
- H. lobata (OS Flint, 1983)
- H. lutea (HA Hagen, 1861)
- H. maculata Mosely, 1939
- H. maculisternum L Botosaneanu, 1993
- H. malickyi KA Johanson, 1998
- H. marlieri S Jacquemart, 1957
- H. martynovi Mosely, 1939
- H. megalochari H Malicky, 1974
- H. melanochaeta OS Flint & JL Sykora, 2004
- H. merida L Botosaneanu & OS Flint, 1982
- H. mexicana Banks, 1901
- H. minima C von Siebold, 1856
- H. minuscula AV Martynov, 1912
- H. minuta Mosely, 1939
- H. minyas H Malicky & J Nawvong, 2004
- H. mjoebergi KA Johanson & J Olah, 2008
- H. molesta L Botosaneanu, 1998
- H. monda OS Flint, 1983
- H. montana J Felber, 1912
- H. muelleri Banks, 1920
- H. murrumba Mosely, 1953
- H. myrrhine F Schmid, 1993
- H. namtok H Malicky & P Chantaramongkol, 1993
- H. napoa KA Johanson, 2003
- H. nastia H Malicky & S Melnitsky, 2008
- H. neblinensis KA Johanson & RW Holzenthal, 2004
- H. neboissi KA Johanson, 1995
- H. neocaledonia KA Johanson, 1999
- H. nigrisensilla L Botosaneanu & OS Flint, 1991
- H. nigrospinosa KA Johanson, 1999
- H. ninakhosa KA Johanson & J Olah, 2006
- H. occidentalis L Botosaneanu & OS Flint, 1991
- H. ocosingua KA Johanson, 2003
- H. ochthephila OS Flint, 1968
- H. oenodoce F Schmid, 1993
- H. opalescens (OS Flint, 1972)
- H. ouaroua KA Johanson, 1999
- H. palpalis (Ulmer, 1910)
- H. pandeirosa KA Johanson, 2003
- H. paprockii KA Johanson & T Malm, 2006
- H. paraguaiensis KA Johanson, 2003
- H. parahageni OS Flint & JL Sykora, 2004
- H. paralimnella SW Hamilton, 1989
- H. pathoumthongi KA Johanson & T Malm, 2007
- H. patriciae KA Johanson, 1999
- H. paucispina L Botosaneanu & OS Flint, 1991
- H. pedunculata KA Johanson, 1993
- H. pellmyri KA Johanson, 1999
- H. penicilla KA Johanson, 1999
- H. perija KA Johanson & RW Holzenthal, 2004
- H. peruana Banks, 1920
- H. petersorum HH Ross, 1975
- H. petri P Chantaramongkol & H Malicky, 1986
- H. philodoce F Schmid, 1993
- H. phoebe (F Schmid, 1993)
- H. pietia DG Denning, 1964
- H. piroa HH Ross, 1944
- H. planata HH Ross, 1956
- H. planorboides ABM Machado, 1957
- H. poliochaeta OS Flint & JL Sykora, 2004
- H. poutini AG McFarlane, 1964
- H. propinqua L Botosaneanu & OS Flint, 1991
- H. ptychopteryx (Brauer, 1865)
- H. puttula H Malicky & P Chantaramongkol, 1992
- H. puyoa KA Johanson, 2003
- H. quadrosa HH Ross, 1956
- H. ramosi OS Flint, 1964
- H. rembaia KA Johanson, 1999
- H. rentzi DG Denning & RL Blickle, 1979
- H. rodschana H Malicky & P Chantaramongkol, 1992
- H. rossi KA Johanson, 1999
- H. ruprawathi F Schmid, 1958
- H. sahadika KA Johanson & J Olah, 2006
- H. salika P Chantaramongkol & H Malicky, 1986
- H. sanblasensis KA Johanson & T Malm, 2006
- H. scalaris HA Hagen, 1864
- H. scaloida KA Johanson & W Wichard, 1996
- H. schmidi KA Johanson, 2001
- H. selanderi HH Ross, 1956
- H. septifera OS Flint & JL Sykora, 2004
- H. shaunga Mosely, 1939
- H. shuttleworthi C von Siebold, 1856
- H. siama KA Johanson, 1994
- H. sigillata L Botosaneanu & OS Flint, 1991
- H. singularis L Botosaneanu & OS Flint, 1991
- H. sinuata DG Denning & RL Blickle, 1979
- H. sperata R McLachlan, 1876
- H. srilanka H Malicky, 1973
- H. starmuehlneri HH Ross, 1975
- H. stoltzei KA Johanson, 1993
- H. succincta KA Johanson & RW Holzenthal, 2004
- H. sucrensis KA Johanson & RW Holzenthal, 2004
- H. tachira KA Johanson & RW Holzenthal, 2004
- H. tanzanica KA Johanson, 1993
- H. tapadas DG Denning, 1966
- H. temora DG Denning & RL Blickle, 1979
- H. tenuisa KA Johanson, 1999
- H. thelidomus HA Hagen, 1864
- H. theodoce F Schmid, 1993
- H. thyonoe F Schmid, 1993
- H. tillyardi Mosely, 1953
- H. torino KA Johanson, 1999
- H. tribulationa KA Johanson, 1995
- H. trispina KA Johanson & N Mary, 2000
- H. truncata HH Ross, 1956
- H. turbida L Navas, 1923
- H. tuxtlensis J Bueno-Soria, 1983
- H. typica Ulmer, 1912
- H. ulugurensis KA Johanson, 1993
- H. umbonata HA Hagen, 1864
- H. unilobata KA Johanson, 1999
- H. usambarensis KA Johanson, 1993
- H. valligera OS Flint, 1983
- H. vallonia HH Ross, 1975
- H. vazquezae (OS Flint, 1986)
- H. venezuelensis KA Johanson & RW Holzenthal, 2004
- H. vergelana HH Ross, 1956
- H. villegasi DG Denning & RL Blickle, 1979
- H. voigti KA Johanson & W Wichard, 1996
- H. vongsombathi KA Johanson & T Malm, 2007
- H. woldai KA Johanson, 2003
- H. woytkowskii HH Ross, 1956
- H. xenothoe (F Schmid, 1993)
- H. xinguensis KA Johanson, 2003
- H. yamadai M Iwata, 1927
- H. zealandica GV Hudson, 1904
- H. zhejiangensis L Yang & KA Johanson, 2004